# Raúl A. Ringuelet

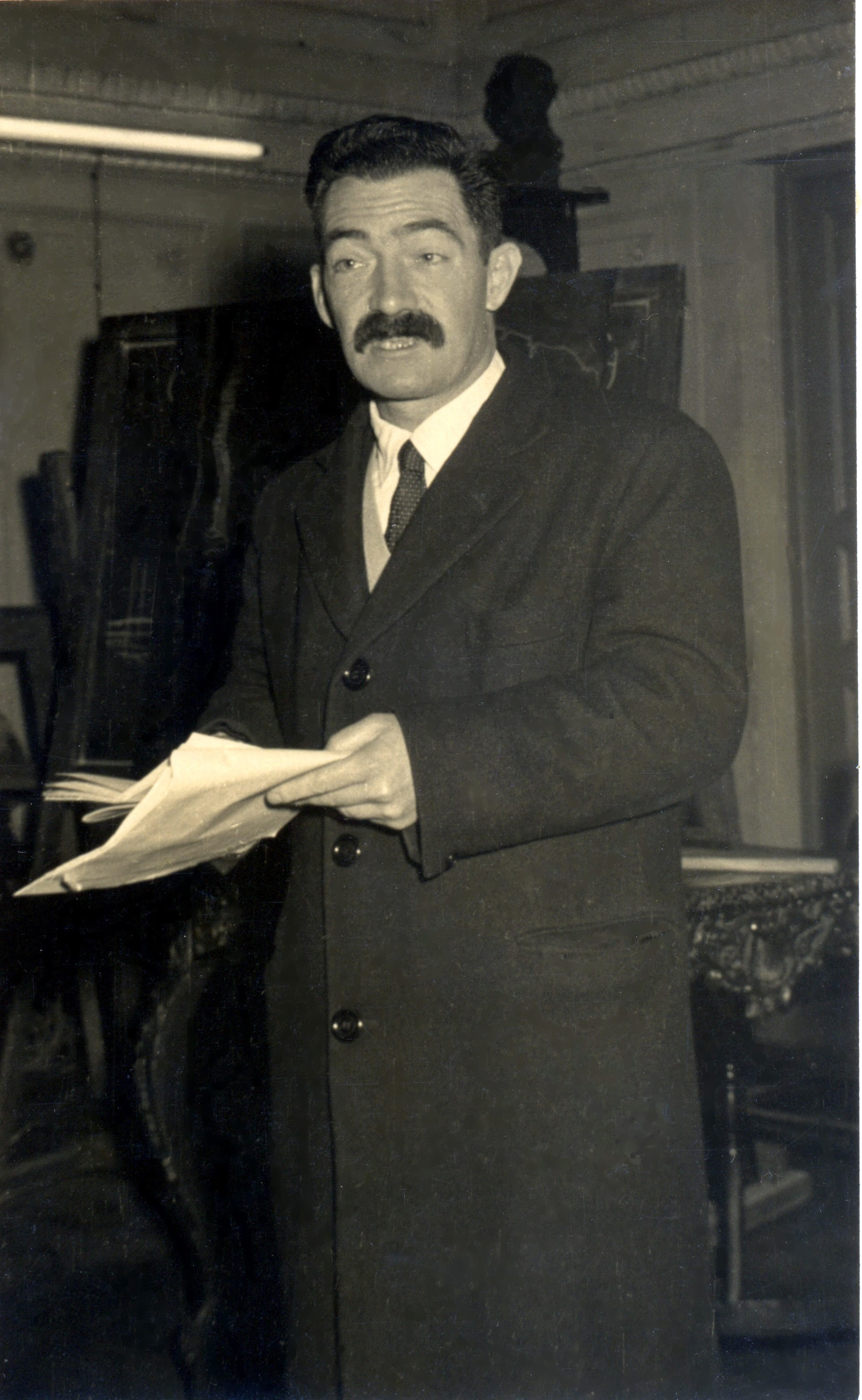
Raúl A. Ringuelet (1957)

Raúl Adolfo Ringuelet (* 10. September 1914 in La Plata, Provinz Buenos Aires; † 29. April 1982 ebenda) war ein argentinischer Zoologe und Limnologe.

## Leben
Ringuelet besuchte von 1922 bis 1927 die Escuela Graduada Anexa und von 1928 bis 1932 das Colegio Nacional in La Plata. 1933 schrieb er sich an der Facultad de Ciencias Naturales y Museo de la Universidad Nacional de La Plata ein, wo er 1939 zum Doktor in den Naturwissenschaften promoviert wurde. Im Jahr 1936 veröffentlichte er seine erste Forschungsarbeit und verfolgte seitdem mehrere Arbeitslinien in den Bereichen Zoologie (verschiedene wirbellose Tiere, Egel, Fische), kausale Biogeographie, Hydrobiologie, aquatische Ökologie, Parasitologie sowie Natur- und Umweltschutz.
Ringuelet hatte zahlreiche Universitätsprofessuren an der Facultad de Ciencias Naturales y Museo de la Universidad Nacional de La Plata inne, darunter Außerordentlicher Professor für Allgemeine Zoologie (1944–1948), Außerordentlicher Professor für Wirbellosen-Zoologie (1946–1947), Ordentlicher Professor für Wirbellosen-Zoologie (1947–1955, 1957–1966), Außerordentlicher Professor für Zoogeographie (1958), Ordentlicher Professor für Ökologie und Zoogeographie (1960, 1972–1980) sowie Ordentlicher Professor für Limnologie (1969–1978). Zudem war er Professor für Systematische Zoologie an der Naturwissenschaftlichen Fakultät der Universidad de Buenos Aires (1956–1964) und unterrichtete mehr als dreißig Spezial- und Aufbaustudiengänge an Instituten und Universitäten in Argentinien und im Ausland. Er betreute mehr als hundert Diplomarbeiten, Doktoranden, Praktikanten und Mitglieder der wissenschaftlichen Forscherlaufbahn.
Ringuelet war Direktor für natürliche Ressourcen der Provinz Buenos Aires, Direktor des Instituts für Limnologie von La Plata, wo er von 1978 bis zu seinem Tod leitender Forscher war, ordentliches Mitglied der Academia Nacional de Ciencias Exactas, Físicas y Naturales (ANCEFN), stellvertretender Direktor des La-Plata-Museums, Präsident der Sociedad Argentina de Ciencias Naturales, Herausgeber der Zeitschrift Physis, Präsident des Exekutivkomitees des Ersten Südamerikanischen Kongresses für Zoologie, Auditor der Comisión Nacional de Estudios Geo-Heliofísicos (Nationale Kommission für geophysikalische Studien), Mitglied auf Lebenszeit der Sociedad Entomológica Argentina sowie Ehrenpräsident der VI. Jornadas Argentinas de Zoología (VI. Argentinische Zoologische Konferenzen).
Zu Ringuelets Forschungsschwerpunkten zählten die phylogenetische Systematik und Makrotaxonomie der Egel, was zu einer Revision der Egelfauna Argentiniens sowie eines großen Teils Südamerikas, Mexikos und Costa Ricas und zur Entdeckung und Beschreibung neuer Überfamilien, Familien, Unterfamilien und Gattungen führte. Seine Studien wurden unter Anwendung vergleichender exosomatischer (außerhalb des Wirts) und endosomatischer Merkmale (innerhalb des Wirts) durchgeführt. Ringuelet leistete bemerkenswerte Beiträge zur Kenntnis der Systematik und der Verbreitung der Weberknechte (Opiliones) von Argentinien und Uruguay. Mehrere seiner Arbeiten, von denen einige als Monografien veröffentlicht wurden, beziehen sich auf die Biologie und Systematik von Süßwasserkrebsen sowie auf die Süßwasser- und Meeres-Ichthyofauna. Zudem widmete er sich der angewandten Parasitologie und veröffentlichte einen modernen Katalog über Parasiten bei Haustieren.
Auf dem Gebiet der kausalen Biogeographie zählen zu seinen bedeutendsten Leistungen die Beschreibung der südlichen Kordilleren-Ökoregionen, der Subregion des Südkegels, der Unabhängigkeit der subtropischen Ökoregionen und der Pampa-Ökoregion sowie der südlichen Erweiterung der brasilianischen Subregion, die Festlegung von Ökotongrenzen im Zusammenhang mit der disjunkten Verbreitung und dem Rückzug der tropischen und subtropischen Fauna ab dem Miozän, die Verwendung des Ähnlichkeitskoeffizienten und des Diversitätsindex in der Biogeographie sowie die Lage der Falklandinseln in der südlichen Subregion für ihre Fauna.
Ab 1942 führte er umfangreiche Arbeiten zur Ökologie der kontinentalen Gewässer und ihrer Fauna durch. Die Lagunen der Pampa und andere Süßwassermilieus in Argentinien gaben Anlass zu zahlreichen und aufeinander folgenden Aktualisierungen, die 1962 in seiner Abhandlung Ecología Acuática Continental gipfelten.

## Ehrungen und Dedikationsnamen
In Anerkennung seiner einschlägigen akademischen Tätigkeit erhielt er zahlreiche Auszeichnungen und Preise, darunter den Premio Provincial de Ciencias de la Provincia de Buenos Aires (1963), den Premio Francisco P. Moreno des La-Plata-Museums (Oktober 1977) sowie die Ernennung zum emeritierten Professor der Nationalen Universität von La Plata (Juni 1980). Ihm zu Ehren wurden die folgenden Arten benannt:
- Leptodesmus ringueleti Schubart, 1954
- Antarctobiotus ringueleti Rouch, 1962
- Bembidion (Antiperyphanes) ringueleti (Jeannel, 1962)
- Stylopauropoides ringueleti Remy, 1962
- Sminthurides ringueleti Delamare Deboutteville & Massoud, 1963
- Uruguayella ringueleti (Bonetto & Ezcurra de Drago, 1963)
- Scutellidium ringueleti Pallares, 1969
- Americobunus ringueleti Muñoz-Cuevas, 1972
- Piedrabuenia ringueleti Gosztonyi, 1977
- Gastrops ringueleti Lizarralde de Grosso, 1984
- Hydrozetes ringueleti Fernández, 1984
- Coelotanypus ringueleti Paggi, 1986
- Dyticogidiella ringueleti (Grosso & Fernández, 1988)
- Micrathyria ringueleti Rodrigues Capitulo, 1988
- Probopyrus ringueleti Verdi & Schuldt, 1988
- Brachypogon ringueleti Spinelli, 1991
- Rhacodiaptomus ringueleti Cicchino & Dussart, 1991
- Aegla ringueleti Bond-Buckup & Buckup, 1994
- Helobdella ringueleti Siddall, 2001
- Hisonotus ringueleti Aquino, Schaefer & Miquelarena, 2001
- Placobdella ringueleti Lopez-Jimenez & Oceguera-Figueroa, 2009